# Play The Tracks Of
Das Synthiepop-Duo Play The Tracks Of wurde 1992 von Frenk Lebel (Gesang, Bass, Gitarre, Keyboard) und Werner Möbius (Gesang, Keyboard, Electronics) in Wien gegründet. Frühe Aufnahmen wurden beim Wiener Label Trost Records veröffentlicht. Das Debütalbum "Beautycase" von 1996 wurde dabei von der Musikkritik gelobt und in vielen Branchenmagazinen zum besten Album des Jahres gewählt. 2012 erscheint die bisher letzte Veröffentlichung "Collectible" – gepaart mit Live-Auftritten der Band. Beide Musiker treten bis dato in zahlreichen Kunst- und Musikprojekten in Erscheinung.

## Diskografie
| 2012 | Collectible                                       | CD           |
| 2011 | Workstation To Workstation - 20 Years // 20 Songs | 12INCH33-2   |
| 2008 | Lieber ein Verlierer sein...                      | CD-2         |
| 2002 | This Heart Shall Sing Again                       | CD           |
| 2002 | Heartbeating                                      | 12INCH45, CD |
| 2002 | Superfabrique                                     | CD           |
| 1996 | Everybody Is Into Something                       | CD           |
| 1995 | Beautycase                                        | CD           |
| 1995 | Fm 95 - A Chronicle of Austrian Indie Sounds      | CD           |
| 1994 | Etwas Besseres als Europa                         | CD           |
| 1994 | The Four Track EP                                 | 12INCH45     |
| 1993 | Play The Tracks Of                                | MC           |
| 1993 | Trost-Sampler 92                                  | CD           |
| 1993 | Null Komma Innsbruck Demo C93                     | MC           |
| 1993 | Trost-Sampler 92                                  | 12INCH33     |
| 1992 | Play the tracks of                                | MC           |
| 1992 | Play The Tracks Of                                | MC           |
| -    | Play The Tracks Of                                | MC           |